# Branko Meničanin
Branko Meničanin (Karlovac, 3. svibnja 1963.) je hrvatski kazališni, televizijski i filmski glumac.

## Filmografija

### Televizijske uloge
- "Dnevnik velikog Perice" kao inspektor Matić (2021.)
- "Počivali u miru" kao Milivoj Bašić (2017.)
- "Stipe u gostima" kao Duško (2011.)
- "Dva smo svijeta različita" kao Josip (2010.)
- "Periferija city" kao gdin. Ahmići (2010.)
- "Tajni dnevnik patke Matilde" kao Pjetlić Pjer (2010. – 2014.)
- "Zakon!" kao Mujo Lisinski (2009.)
- "Mamutica" kao Grga (2009.)
- "Naša mala klinika" kao Željko (2007.)
- "Bitange i princeze" kao Mormon/Joško (2007.; 2009.)
- "Cimmer fraj" kao Mišo Murtić (2006.)
- "Bibin svijet" kao gospodin Marinović (2006.)
- "Luda kuća" kao Velibor "Lacko" Laci (2005. – 2010.)
- "Bumerang" kao inspektor Šimić (2005.)
- "Kad zvoni?" kao profesor hrvatskog jezika (2005.)
- "Žutokljunac" kao Žutokljunac (glas) (2004.)
- "Hlapićeve nove zgode" kao Otis/Krešimir Zimzeleni/Tonko (glas) (2002.)

### Filmske uloge
- "Svećenikova djeca" kao Anin brat (2013.)
- "Posljednja pričest" (2005.)
- "Što je muškarac bez brkova" kao recepcioner (2005.)
- "Pušća Bistra" kao Zamor (2005.)
- "Slučajna suputnica" kao muškarac u autu (2004.)
- "Infekcija" kao Thomas Kinder (2003.)
- "Ne dao Bog većeg zla" kao pekar #1 (2005.)
- "Je li jasno, prijatelju?" kao politički zatvorenik (2000.)
- "Blagajnica hoće ići na more" kao pijanac zvan Šljaker (2000.)
- "Zauvijek moja" (2000.)
- "Garcia" (1999.)
- "Tri muškarca Melite Žganjer" kao scenski radnik (1998.)
- "Svaki put kad se rastajemo" kao četnik (1994.)
- "Cijena života" (1994.)
- "Death Train" kao video tehničar (1993.)
- "Rastresano gledanje kroz prozor" (1993.)
- "Zlatne godine" kao govornik (1993.)
- "Čaruga" kao Prodanović (1991.)
- "Fatal Sky" kao ljutit vozač (1990.)
- "Honor Bound" kao ruski vojnik (1988.)

### Sinkronizacija
- "Ljepotica i zvijer" kao Lumiere (2017.)
- "Potraga za Dorom" kao Ribetina i Grga (2016.)
- "Hotel Transilvanija 2" kao Krempi/Branko (2015.)
- "Izvrnuto obrnuto" kao Bing Bong (2015.)
- "Pingvini s Madagaskara" kao Dave (2014.)
- "Avanture gospodina Peabodya i Shermana" kao Peabody (2014.)
- "Čudovišta sa sveučilišta" kao Mate Vidović (2013.)
- "Moj ljubimac Marmaduke" kao Giuseppe (2010.)
- "Priča o igračkama 1, 2, 3" kao Krumpiroslav (2010.)
- "Čudovišta iz ormara" kao Mate Vidović (2009.)
- "Juhu-hu" kao Sitni (2007.)
- "Obitelj Robinson" kao gospodin Vilerštejn (2007.)
- "Tko je smjestio Crvenkapici" kao Hrvoje, gusjednica 2 i kornjača (2006.)
- "Titan: Nakon uništenja Zemlje" kao Gune i Po (2006.)
- "Sezona lova" kao dabar (2006.)
- "Bambi 2" kao Svizac (2006.)
- "Garfield" kao Nermal (2004.)
- "Povratak Jafara" kao Abis Mal (2004.)
- "Petar Pan" kao Cookson (2003.)
- "Potraga za Nemom" kao Grga (2003.)

## Vanjske poveznice
- Branko Meničanin u internetskoj bazi filmova IMDb-u (engl.)
- [neaktivna poveznica]